# Кмете, кмете...
„Кмете, кмете… “ е български игрален филм (драма) от 1990 година на режисьора Пламен Масларов, по сценарий на Цветана Коларова и Пламен Масларов. Сценарият е написан по записките на Иван Вълчев. Оператор е Пламен Сомов. Музиката във филма е композирана от Стефан Димитров.

## Актьорски състав
- Васил Банов – кметът Кольо Широков
- Валентин Ганев – агрономът
- Иван Кръстев – Йордан Ковачев – Куша
- Николай Кипчев – Марин
- Константин Джидров – морякът
- Елена Маркова – Величка
- Емил Христов – Христов
- Димитър Шанов – Вичо
- Александър Трифонов – милиционерът Шалана
- Параскева Джукелова – Добра
- Владимир Братанов – следователят
- Иван Пантелеев – инструкторът
- Николай Латев – Вълчански
- Ружа Петкова – майката
- Димитър Добрев – шивачът
- Кръстю Лафазанов – младият кмет
- Благовест Арнаудов – бакалина Гого
- Крикор Хугасян – Делидушко
- Иван Неделчев
- Бранимир Маринов
- Пламен Василев

и други